# Domènec Pruna i Ozerans
Domènec Pruna i Ozerans (Barcelona, 1907 - Sant Antoni de Vilamajor, 1974), també conegut com a Mingo Pruna. Fou un cineasta català, director del primer llargmetratge en llengua catalana: El Cafè de la Marina (1933).
Estudià química a l'Escola Industrial de Barcelona, que abandonà per anar-se’n a París, on vivia des del 1920 el seu germà Pere Pruna, decorador i pintor. Allà va ser corresponsal de la revista Popular Film, i va col·laborar amb directors com Jean Renoir i Alberto Cavalcanti. Tornà a Barcelona, on escriví a les revistes El Día Gráfico (1927) i Mirador (1929-30) i entrà a treballar a les oficines de la Metro-Goldwyn-Mayer a Barcelona i, més tard, a Mèxic, on fou cap de publicitat.
Treballà com a ajudant de direcció en diverses pel·lícules dirigides per Edgar Neville, Jean Grémillon, Luis Buñuel i José Luis Sáenz de Heredia fins al 1936. Acabada la guerra civil espanyola, i en el seu exili cap a França, fou empresonat al camp de concentració de Sant Cebrià, a la Catalunya Nord. Un cop alliberat, tornà a exercir d'ajudant de direcció, però més tard deixà l'ofici per dedicar-se a fer de traductor de llibres d’història o novel·les, la majoria per a l'Editorial Plaza & Janés.
Les seves germanes Pepita Pruna i Angelina Pruna col·laboraren amb ell com a secretària de rodatge i muntadora respectivament.

## El Cafè de la Marina
El 1933 Domènec Pruna va dirigir el que es considera com a primer llargmetratge parlat en llengua catalana, El Cafè de la Marina. És una pel·lícula de ficció, de 85 min de durada, basada en l'obra teatral homònima de Josep Maria de Sagarra.
Produïda per Orphea Films i amb guió del mateix Domènech Pruna, va comptar amb Adrien Porchet com a director de fotografia (en blanc i negre), el muntatge va anar a càrrec d'Antonio Graciani i la música va ser composta pels mestres Llorenç Torres Nin i Joan Gaig i Andreu. El so va ser enregistrat en directe. Els decorats van anar a càrrec del pintor Pere Pruna, germà del director. El rodatge s'inicià al juliol del 1933, amb els interiors rodats a l’estudi Orphea i els exteriors a El Port de la Selva.
Repartiment: Pere Ventayols (Claudi, en la versió catalana), Rafael Rivelles (Claudio, en la versió espanyola), Gilberta Rougé (Caterina), Rafael Moragas Moraguetes (el mariner borratxo), Sebastià Gasch (un borratxo), Paquita Torres, Genoveva Ginestà, Ramon Tor (El Libori), Teodor Busquets, Verdugo (Enric), Manuel Font Siau, Ricard Gascón, Rosita de Cabo.
La pel·lícula es va estrenar el 23 de febrer de 1934 al cinema Urquinaona de Barcelona, on es va exhibir durant una setmana. Un incendi va destruir les còpies de la cinta, tot i que s'han conservat fotogrames i algunes fotos del rodatge.

## Filmografia[14]
- 1933 - El Cafè de la Marina, com a director i coguionista amb Josep Maria de Sagarra.
- 1937 - ¡Centinela, alerta!, de Jean Grémillon i Luis Buñuel, com a ajudant de direcció.
- 1957 - Mañana... de Jose María Nunes, com a ajudant de direcció.